# FLEX

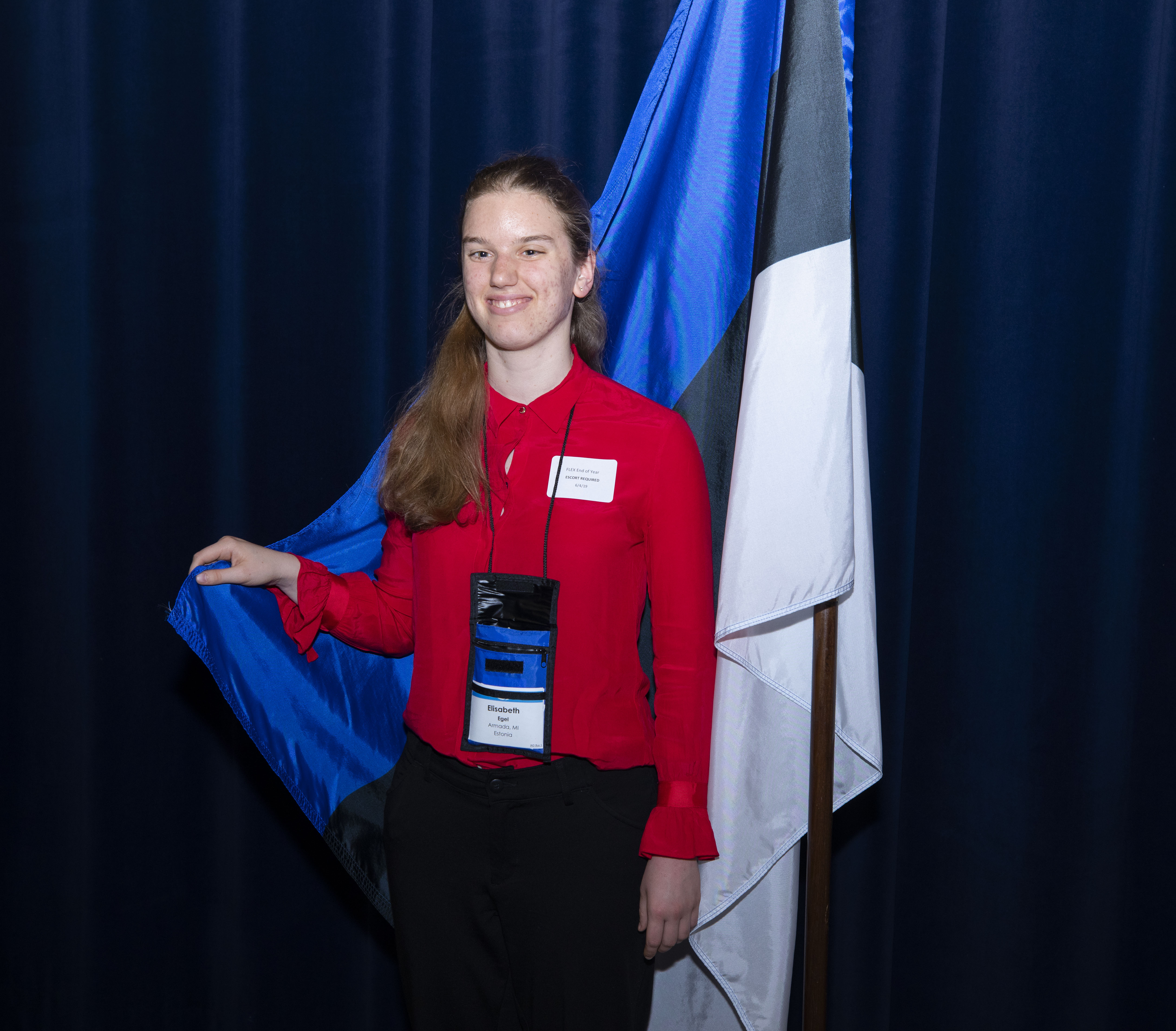
Представниця Естонії в програмі, 2019

FLEX (Future Leaders Exchange) (укр. Програма обміну майбутніх лідерів) — програма для учнів загальноосвітніх шкіл десяти країн співдружності незалежних держав (СНД) — Євразії, яка фінансується урядом США, надає школярам стипендії, які дають їм змогу подорожувати до США, навчатися в американській школі протягом одного академічного року і проживати в американській родині.

## Організатори
Програма майбутніх лідерів (FLEX) це програма культурного обміну Бюро у справах освіти і культури Державного департаменту США, яка адмініструється в Україні організацією Американські Ради з міжнародної освіти (American Councils) за підтримки Міністерства освіти і науки, молоді та спорту України. Програма надає можливість українським студентам навчатися в американській школі і жити в американській сім'ї протягом одного навчального року.
Понад 30 000 (дані за 2022 р.) школярів взяли участь у програмі FLEX. На даний час існує 20 програм, що спонсорують групи випускників FLEX, і принаймні 10 незалежних груп випускників FLEX по всій Євразії. Програми випускників пропонують гранти, робочі місця і дослідження баз даних, а також може допомогти вам познайомитися з іншими випускниками обміну. Існує й Програма малих грантів: фізичні особи можуть отримати грант у розмірі до $250 для участі в конференції або здійснити проект громадських робіт. Групи можуть отримати до $3000 для оплати діяльності, на професійні проекти розвитку, програм громадських робіт, а також сприяння спілкування англійською мовою.

## Історія
FLEX був заснований у 1992 році як основна програма Євразійської шкільної ініціативи Акту на Підтримку Свободи. Програма фінансується Державним Департаментом Сполучених Штатів. Програма була створена завдяки переконанню сенатора Біла Бредлі в тому, що найкращим шляхом для забезпечення довготривалого миру та взаєморозуміння між Сполученими Штатами та країнами Євразії є надання можливості молоді із цих країн особисто пізнавати Америку та американців. Основною метою FLEX є покращення взаєморозуміння між країнами та надання можливості молоді з Євразії спостерігати за американським державним устроєм та бути його частиною. З початку існування програми в 1993 році більш ніж 22 000 молодих людей з Євразії взяли участь у FLEX і повернулися до своїх країн сповнені нового ентузіазму, бажання допомагати іншим та ділитися своїм набутим досвідом і знаннями для покращення життя у своїх громадах та країнах.

## Відбір переможців
Відбором переможців займається незалежна комісія в США, яка складається з висококваліфікованих фахівців у галузі освіти та міжнародних обмінів, вона й обирає учасників програми. Конкурсний відбір проводиться на основі повного пакета представлених документів, рекомендаційного листа від викладача і готовності студента до річного перебування в США як студента по обміну. Студенти також повинні надати медичні документи, які свідчать про те, що їх стан здоров'я дає змогу брати участь у програмі. Процес відбору, який починається восени, зазвичай завершається навесні наступного календарного року, і всі заявники повідомляються про їх статус в середині травня. Знання англійської мови є важливим, але не найважливішим критерієм відбору.

## Фінансова сторона програми
Програма FLEX є безкоштовною для всіх і покриває наступне:
- Подорож з рідного міста в Україні до міста проживання в США і назад;
- Участь в передвиїзній орієнтації, яка включає в себе підготовку до програми;
- проживання учасника в американській сім'ї протягом одного академічного року;
- зарахування до американської середньої школи;
- Медичну страховку, яка покриває лікування хвороб, які з'явилися під час перебування по програмі, за винятком вже існуючих хвороб і стоматологічної допомоги;
- Щомісячну стипендію у розмірі $ 200, яка дозволяє студенту брати участь у суспільному житті;
- одноразову фінансову допомогу у розмірі $ 300, яка потрібна для придбання речей першої необхідності, наприклад, шкільних підручників.
- Програма також надає підтримку учасникам протягом всього року.

Програма FLEX не покриває наступне:
- Витрати, пов'язані з одержанням закордонного паспорта і дозволу батьків на виїзд дитини за кордон;
- Особисті витрати, що перевищують щомісячну стипендію;
- витрати за додатковий багаж;
- Телефонні дзвінки в Україну та витрати наІнтернет.

## Умови проживання в США
Студенти, які беруть участь у програмі FLEX, житимуть в американських сім'ях. Американські родини приймають студентів на добровільній основі і не отримують за це компенсації. Вибір приймаючої родини являє собою тривалий і складний процес, який нагадує процес відбору самих студентів. Приймаючі організації несуть відповідальність за пошук сім'ї та зарахування студентів до американської школи. Зазвичай американські родини:
- дві з п'яти родин знаходяться на Середньому Заході
- одна третина з приймаючих сімей розташовані в Мічигані, Техасі, Каліфорнії, Вісконсині та Вашингтоні
- є переважно представниками європеоїдної раси
- приймаючі батьки зазвичай 35-50 років
- вік приймаючих батьків у діапазоні від 27 до 60+ років
- є представниками середнього класу
- більшість з них живуть у приватних будинках
- у сім'ях, де є двоє батьків, обидва батьки працюють
- 25% не мають дітей (діти вже виросли і покинули батьківський будинок; не мають власних дітей)
- 75% мають дітей (26% мають принаймні одну дитину віком від 18 років; 39% одного або більше дітей віком від 14 до 17 років; 22% одного або більше дітей віком від 10 до 13; 13% одного або більше дітей віком до 10)
- Місцевість, де проживають учасники програми, переважно сільська або приміська;
- Багато приймаючих родин відвідують церкву щотижня і є представниками християнства;
- деякі сім'ї є нетрадиційними і можуть складатися з одного з батьків;
- Студенти повинні слідувати тим же правилам, що й інші члени сім'ї;
- Студенти не є гостями, тому від них очікується виконання сімейних обов'язків, покладених на них;
- Студенти повинні слідувати правила сім'ї щодо користування телефоном і Інтернетом.

## Приймаючі організації
Відповідно до правил програми, кожен з учасників мешкає у родині, яка була обрана приймаючою організацією. Існує 13 приймаючих організацій. У кожного фіналіста є локальний координатор, який є співробітником приймаючої організації і проживає не далеко від студента та слідкує за ситуацією студента шляхом проведення зустрічей, електронного листування та телефонних дзвінків не рідше одного разу на місяць. Місцевий координатор є другою особою після приймаючої родини, до якої студент повинен звернутися у разі виникнення будь-яких проблем.

## Вимоги до учасників
Конкурс на участь у програмі FLEX є безкоштовним та відкритим для всіх бажаючих. Для того, щоб взяти участь у тестуванні у 2017 році, учасники мають відповідати наступним критеріям:
1. Дата народження: 01.01.2002— 15.07.2004 (проміжок змінюється щороку).
2. Навчатися в 8, 9 або 10 класі школи.
3. Володіти англійською мовою.
4. Бути громадянином України.
5. Відповідати вимогам візи J-1.
6. Конкурсант не мав перебувати у США більш ніж 3 місяці впродовж останніх 5 років.

## ЗМІ
Програма видає свою газету для випускників та учасників Програми обміну майбутніх лідерів — Future Leaders EXpress, де висвітлює сторінки життя студентів у США, дає відповіді на питання та розв'язує проблеми пристосування молоді до нового середовища
У серпні 2011 року в Будинку кіно міста Києва було презентовано документальний цикл «Насамперед ми люди». Цикл представив автор стрічок — Вадим Кастеллі. В основу циклу лягла історія про трьох українських підлітків зі значними фізичними вадами, які стали фіналістами програми FLEX, і вирушила до Америки майже на рік, щоб вчитися і набиратися міжнародного досвіду. Знімальна група «Розмаю» відстежила перші кроки українців в Америці, їхню гідну та мужню поведінку, що демонструє справжні якості лідерів завтрашнього дня.

## Діяльність випускників Програми в Україні
Випускники FLEX 2002 року організували благодійну вечерю і танці зі збором коштів у готелі Дніпро для Київського онкологічного диспансеру за участі співачки Руслани, DJ Pasha, а також американського посла Карлоса Паскуаля..
3 лютого 2011 в артклубі «Диван» відбувся благодійний вечір поезії «Скляна куля». На вечорі виступили такі Київські поети, як Олександр Кабанов, Наталя Бельченко, Маргарита Ротко, Павло Коробчук, Олег Коцарев, Ганна Малігон, Олександр Моцар, Сергій Прилуцький, Дмитро Лазуткін, Олена Степаненко та інші. Протягом вечору відбулася також благодійна лотерея. Щасливчики отримали еко-сумки, візуальну поезію, два випуски журналу «Черновик» та плакати з підписами поетів. Благодійний вечір поезії «Скляна куля» зібрав майже 500 $ (3788 грн).
Випускники програми FLEX у 2013 році у Києві організували благодійний концерт за участі молодого, але вже відомого театру тіней «Fireflies» з Чернігова. Концерт відбувся 25 квітня в Інституті Міжнародних відносин. Завдяки налагодженій командній роботі, ретельній підготовці і продуманій рекламі майже 400 осіб відвідали захід, який також привернув увагу національних ЗМІ. Організаторам вдалося зібрати 12 625 грн за рахунок продажу вхідних квитків та пожертвувань. Цю суму передали ініціативі «Таблеточки», щоб терміново купити ліки («Зеффікс») для дітей-пацієнтів лікарні «ОХМАДИТ», які борються зі страшною хворобою: раком. Благодійний концерт став справжнім успіхом завдяки якісній спільній роботі випускників програми FLEX — Кирила Бескоровайного, Анастасії Кірочок, Катерини Жупанової, Людмили Григорчук, Олега Вуса, Антона Грановського, Людмили Пустовіт, Дмитра Харченка та Ксенії Чоні, — та колективу «Fireflies».

## Випускники Програми
За роки існування випускниками програми стали тисячі студентів, серед яких:
- Рустем Умєров —  Міністр оборони України ;[10]
- Ірина Вікирчак — поетеса, перекладач, культуртрегер;
- Олександр Лук'яненко — український поет;[11]
- Андрій Шевченко — український громадський діяч, політик та журналіст, народний депутат України;[12]
- Павло Шилько (відоміший як DJ Паша) — український радіо- та телеведучий;[7]
- Дмитро Шуров — український автор-виконавець і композитор;[13]
- Роман Тичківський — засновник Української академії лідерства;[14]
- Олександра Устінова — депутатка Верховної Ради IX скликання.